# 建始 (西汉)
建始（前32年—前28年二月）是西汉时期汉成帝刘骜的第一个年号，共计4年2个月。
建始五年二月改元河平。

## 纪年
| 建始 | 元年   | 二年   | 三年   | 四年   | 五年   |
| ---- | ------ | ------ | ------ | ------ | ------ |
| 公元 | 前32年 | 前31年 | 前30年 | 前29年 | 前28年 |
| 干支 | 己丑   | 庚寅   | 辛卯   | 壬辰   | 癸巳   |

## 参看
- 中國年號索引
- 其他时期使用的建始年号

| 前一年號： 竟宁 | 西漢年號 建始 | 下一年號： 河平 |